# Asii Kleist Berthelsen
Asii Kleist Berthelsen (* 26. Januar 2004) ist eine grönländische Fußballspielerin.

## Leben und Karriere

### Jugend in Grönland
Asii Kleist Berthelsen ist die Tochter von Tønnes „Kaka“ Berthelsen (1961–2023), ehemaliger Direktor von u. a. KNAPK und ehemaliger Trainer der Grönländischen Fußballnationalmannschaft, und seiner Frau Ivalu Kleist (* 1974), Managerin bei der Royal Arctic Line.
Sie spielte im Januar 2016 als 11-Jährige bei der grönländischen U-18-Futsalmeisterschaft der Mädchen für GSS Nuuk. Dabei wurde sie in die Mannschaft des Jahres gewählt und zudem zur Technikerin und Spielerin des Jahres ernannt. Kurz darauf wurde sie in die jüngste grönländische Mädchenfußballmannschaft für die Arctic Winter Games berufen. Im selben Jahr nahm sie auch für NÛK am grönländischen U-12-Handballturnier teil. Im Jahr darauf nahm sie an der Handball-Juniorinnenmeisterschaft teil und wurde in einem Spiel zur Spielerin des Spiels gekürt.
2018 nahm sie wieder bei den U-14-Juniorinnen bei den Arctic Winter Games teil. Die grönländische Mannschaft konnte das Turnier gewinnen, vor allem dank Asiis 33 Toren in fünf Spielen. Sie trainierte mit der Jungenmannschaft von GSS Nuuk, da diese eher ihrem Niveau entsprachen. Im selben Jahr nahm sie im Alter von 14 Jahren an der grönländischen Fußballmeisterschaft der Frauen teil. GSS Nuuk gewann die Meisterschaft, wobei Asii 27 Tore in vier Spielen erzielte, wofür sie als Torschützenkönigin in die Mannschaft des Jahres gewählt wurde. Wenige Tage später wurde bekanntgegeben, dass sie nach Dänemark zum Meister Fortuna Hjørring wechselt. Trotzdem nahm sie auch 2019 wieder für GSS Nuuk an der grönländischen Meisterschaft teil. Mit 13 Toren in vier Spielen wurde sie erneut Torschützenkönigin und Spielerin des Jahres und GSS Nuuk konnte erneut die Meisterschaft gewinnen.

### Wechsel zu Fortuna Hjørring
Kurz darauf wurde sie als erste Grönländerin jemals in die dänische U-16-Nationalmannschaft berufen, für die sie im November 2019 debütierte. Zu diesem Zeitpunkt war sie für Fortuna Hjørring Anführerin der Torschützenliste und Tabellenführerin in der dänischen U-18-Liga. Im Januar 2020 wurde sie zum Talent des Jahres bei den Sportpreisen der Kommuneqarfik Sermersooq gekürt. Am 15. August 2020 debütierte sie als 16-Jährige für die Erste Mannschaft von Fortuna Hjørring in der 3F Ligaen. Im November 2020 wurde sie zum grönländischen Sportler des Jahres ernannt. Im Januar 2021 unterschrieb sie einen Profivertrag bei Fortuna Hjørring. Am 10. März 2021 debütierte sie als erste Grönländerin bei der 0:5-Niederlage gegen den FC Barcelona in der UEFA Women’s Champions League. Im September 2021 debütierte sie für die dänische U-19-Nationalmannschaft, wobei sie ein Tor schoss.

### Karriere ab 2022
Zur Saison 2022/23 wechselte sie auf Leihbasis zum Aufsteiger Sundby BK, um Spielpraxis zu sammeln. Dort wurde sie auf Anhieb Stammspielerin. Nach der Hinrunde kehrte sie zu Fortuna Hjørring zurück, wo sie die Saison beendete. In der Saison 2023/24 kam sie nur noch zu einem Einsatz.
Im März 2025 wechselte sie zum Aufsteiger B.93 Kopenhagen, wo sie in ihrem ersten Spiel ein Tor schoss und keine Minute verpasste. Sie stieg am Ende der Saison mit dem Verein ab.
Im Sommer 2025 wechselte sie zum Ligakonkurrenten FC Kopenhagen in die zweite Liga.